# Nymphomyia rohdendorfi
Nymphomyia rohdendorfi är en tvåvingeart som beskrevs av Makarchenko 1979. Nymphomyia rohdendorfi ingår i släktet Nymphomyia och familjen Nymphomyiidae. Inga underarter finns listade i Catalogue of Life.